# Alexander Krakauer
Alexander Krakauer, né le 24 décembre 1866, à Komorn  (empire d'Autriche), et mort le 18 juin 1894, à Graz (Autriche-Hongrie), est un compositeur autrichien et auteur de chansons viennoises.

## Biographie
Alexander Krakauer, fils du fabricant de coffrets juif Moriz Krakauer, étudie le violon avec Wilhelm Kleinecke à Vienne et fréquente, de 1885 à 1887, l'Université technique de Vienne. Avec le soutien de son père, il peut se consacrer exclusivement à la musique. Il n'aurait sans doute pas pu exercer une autre profession à cause de problèmes pulmonaires graves.
Il compose des chansons viennoises dont il écrit habituellement les paroles. Ses chansons sont très populaires et sont interprétées, entre autres, par Alexander Girardi, Edmund Guschelbauer et Julius Wittel. Les éditeurs de musique Doblinger et Blaha publient et vendent un nombre important de ses œuvres. Son singspiel Der Herr Franz est créé avec succès en 1890 au Carltheater. 
Après des traitements en Égypte, en 1892 et à Abbazia (aujourd'hui Opatija en Croatie), il veut se rendre à Bad Gleichenberg, mais il meurt subitement d'une hémorragie à son arrivée à Graz, le 18 juin 1894.
Alexander Krakauer est inhumé dans le cimetière central de Vienne le 21 juin. Pendant la Seconde Guerre mondiale, la pierre tombale a été fortement endommagée lors d'un bombardement.

## Œuvres
Paroles et musique par Alexander Krakauer, sauf indication contraire.
- Aber so muss’s sein. Chanté par Josef Müller.
- Accord-Walzer pour piano.
- Ackerlied. Texte de Carl Elmar.
- Alles schon dagewesen. Chanté par Josef Müller.
- Alles vergriffen. Chanté par Edmund Guschelbauer.
- Als der Mond trat aus den Wolken. Chanson du vaudeville Die Hetzjagd nach einem Menschen.
- Au weh! G’stanz’ln. Texte de P. Rivalier
- Auf nach Afrika, op. 23. Chanson-valse.
- Blaue Augen, op. 35. Valse de l'opérette Susette. Chanté par Marie Schwarz.
- Da brandelt’s, op. 30. Chanson additionnelle du vaudeville Wiener Luft. Chanté par Alexander Girardi.
- Da gehma. Chanté par Franz Maier.
- Das goldene Wiener Herz. Chanson du vaudeville Ein Tag in Wien.
- Das kommt auf an’s heraus! Chanté par Josef Müller.
- Das Weiberregiment. Marche.
- Der Werkelmann. Chanson viennoise.
- Donaulieder, op. 29. Valse.
- Dös frißt er net! Chanson.
- Dös kann mei’ Caro a. Chanté par Franz Maier et Julius Wittels
- Eduard, du Herzensdieb, op. 26. Valse-rondo. Chanté par Minna Rott.
- Ein Tag in Wien. Vaudeville.
- Fein und ordinär! Chanson.
- Gold und Silber, op 159. Lied. Texte de Carl M. Schlesinger.
- Gretchen, op. 22. Polka française (Texte de Alexander Girardi)
- Der Herr Franz op. 39. Singspiel viennois en un acte (Texte d' Alois Berla).
- I bin a echter Weana, so nach’n alten Schlag. Lied. Texts de Engelbert Herzog.
- Im Alter wird man wieder kindisch. Chanson.
- Is schon petschirt. Chanté par Franz Maier.
- Jugendtraum. Poème d'Oscar Beck pour chant et piano
- Keine Rose ohne Dornen. Chanson. Chanté par Julius Wittels.
- Liebeserklärung. Valse.
- Mei Bua. Air du vaudeville Ein Tag in Wien. Texte de Pius Rivalier.
- Mein Liebchen wohnt am Donaustrand. Lied.
- Meine Wett’l am Spinett’l! Chœur
- Mister Menelaus. Texte de Pius Rivalier et Alexander Krakauer)
- O du schöne Adelheid. Marche.
- Personsbeschreibung. Cchanson du vaudeville Die gemeinsame Hochzeitsreise.
- Prater-Marsch, op. 24. Chanté par Edmund Guschelbauer.
- Saphir. Valse.
- Tour und retour. Chanson. Chanté par Edmund Guschelbauer.
- Über den Gartenzaun; op. 33. Chanson humoristique. Texte de Carl Lindau
- Vindobona thua di’ trösten, op. 25. Valse. Chanté par Edmund Guschelbauer.
- Was Menschenhände alles können. Chanson.
- Wiener Schusterbubenlied, op. 32. Chanté par Alexander Girardi.
- Wäschermädel-Walzer. D'après le singspiel Der Herr Franz.
- Wiener-Musik, op. 42. Wiener-Lied. Texte de P. Rivalier.

## Source de la traduction
- (de) Cet article est partiellement ou en totalité issu de l’article de Wikipédia en allemand intitulé « Alexander Krakauer » (voir la liste des auteurs).